# Macrogastra attenuata
Macrogastra attenuata är en snäckart som först beskrevs av Rossmässler 1835.  Macrogastra attenuata ingår i släktet Macrogastra, och familjen spolsnäckor. Arten har ej påträffats i Sverige.